# Orchesma nesis
Orchesma nesis är en insektsart som först beskrevs av Ronald Gordon Fennah 1958.  Orchesma nesis ingår i släktet Orchesma och familjen sporrstritar. Inga underarter finns listade i Catalogue of Life.